# Колерето Ђакоза
Колерето Ђакоза (итал. Colleretto Giacosa) је насеље у Италији у округу Торино, региону Пијемонт.
Према процени из 2011. у насељу је живело 541 становника. Насеље се налази на надморској висини од 263 м.

## Становништво
| 1936. | 1951. | 1961. | 1971. | 1981. | 1991. | 2001. | 2011. |
| ----- | ----- | ----- | ----- | ----- | ----- | ----- | ----- |
| 678   | 692   | 699   | 660   | 618   | 572   | 627   | 603   |